# Sale (Victoria)
Sale is een stad in de Australische deelstaat Victoria. De stad telt ruim 13.000 inwoners (in 2011) en ligt 212 kilometer ten oosten van de hoofdstad van Victoria, Melbourne. De stad is gesticht in 1851.
In het oosten van Sale ligt ook een basis van de Royal Australian Air Force (RAAF).

## Brug
De Swing Bridge is gebouwd in 1883 door de Victoriaanse overheid en was de eerste beweegbare brug gebouwd in Victoria. De brug is ontworpen door John Grainger (de vader van de beroemde Australische pianist Percy Grainger).

## Geboren
- Jason Gram, rugbyer
- Scott Pendlebury, rugbyer
- Norman Ware, rugbyer
- Dylan McLaren, rugbyer
- Travis Birt, cricketer
- Rhys Carter, basketballer
- Kevin Andrews, Australisch politicus
- Darren Chester, Australisch politicus